# کالیپوس
کالیپوس (Callippus) از اهالی کوزیکوس در حدود ۳۷۰ ق میلاد زاده شد و در حدود ۳۳۰ ق میلاد در آتن برآمد.
او با داخل کردن ۷ فلک دیگر، یعنی با به کار بردن مجموعاً ۳۴ فلک، نظام نجومی اودوکسوس را بهتر کرد.
وی طول فصول را دقیق تر از قبل تعیین نمود.(با شروعش از بهار، ۹۴، ۹۲، ۸۹ ، ۹۰ روز، اشتباهات از ۰٫۰۸ روز تا ۰٫۴۴ روز تغییر می‌کند).
او همچنین با تقلیل یک روز از هر دوره (۴ × ۱۹) ۷۶ ساله، دورهٴ ۱۹ سالهٴ مِتونی را اصلاح کرد. مبدأ این تاریخ جدید احتمالاً ۲۹ ژوئن سال ۳۳۰ ق م بود.